# 잉카 제국
타완틴수유(케추아어: Tawantinsuyu)는 콜럼버스 이전 시대의 아메리카에서 가장 거대한 제국이다. 제국의 군주 칭호는 사파 잉카라 했으며, 이 군주 칭호를 따서 서양에서는 잉카 제국(Inca Empire, Inka Empire)이라 일컬었다. 잉카 제국의 행정, 정치, 군사의 중심은 지금의 페루인 쿠스코이다. 이 제국은 13세기 초 페루의 한 고원에서 기원하였으며, 1438년에 본격적으로 역사시대를 맞이했다. 1438년부터 1533년까지 약 95년 동안 잉카는 무력 정복과 평화 조약을 적절히 사용하는 등 다양한 방법으로 현재의 에콰도르, 페루, 남서 중앙 볼리비아, 북서 아르헨티나, 북 칠레, 그리고 콜롬비아 남부등 안데스산맥을 중심으로 넓게 퍼진 방대한 남서 아메리카 대륙을 융합하여 전성기를 이루었다. 
잉카 제국은 공식적인 화폐나 시장 없이도 큰 번영을 이루었으며, 대신 물물교환을 통한 무역이 번성했다. 잉카 제국의 '세금'은 거의 대부분 노동력이거나 식량이었고, 잉카 제국의 지배층들은 토지를 소작인들에게 빌려주는 대신 소작료를 받아 생활하는 방식으로 이익을 얻어냈다. 잉카 제국의 공식적인 언어는 케추아어이다. 그러나 케추아어외에도 수백 개의 지역 방언과 사투리가 있었다. 케추아어는 트완틴수유(Tawantinsuyu)라고도 한다. 케추아어 표기법 개정 이전에는 타완틴수요(Tahuantinsuyo)라는 스페인어로 표기했다. 트완틴(Tawantin)은 넷이라는 의미를 가진 단어 tawa와 그룹이라는 의미를 지닌 접미사 -ntin, 지역 혹은 지방이라는 의미의 수유(suyu)가 결합되어 만들어진 단어이다. 즉, 타완틴수유는 네 개의 지역 혹은 '네 개의 지방 연합'이라는 의미이다. 이름 그대로 잉카 제국은 네 개 수유로 나뉘어 있으며, 수유의 네 모서리는 수도인 쿠스코와 접해 있다.
각 지역에 다양한 우아까(Huacas)가 있었지만, 잉카 왕은 그의 권력을 이용하여 파차마마(Pachamama)와 같은 다른 신을 믿는 종교인들에게 태양신을 믿도록 종용하였다. 잉카 제국은 그들의 왕을 "태양의 아들"이라고 불렀다.

## 역사

### 기원(신화)
잉카 제국에는 다양한 건국신화가 있다. 그 중 하나는 잉카의 창조신 비라코차에서부터 시작한다. 창조의 신 티키 비라코차에겐 8명의 자녀들이 있었다. 그의 4명의 형제들(아야르 카치·아야르 오코·아야르 아이카·아야르 망코)과 4명의 자매들은 동굴에서 나와 인간계에 내려왔고, 인근에 정착하여 인간들의 시조가 된다. 하지만 아야르 망코와 오콜로는 다른 곳에 도시를 세우기 떠났고, 여행중 망코와 오콜로 사이에 신치 로카가 태어난다. 신치 로카는 자신을 따르는 무리들을 쿠스코로 인도하고, 그들은 쿠스코에 새로운 도시를 건설하고, 신치 로카의 자손인 망코 카팍이 쿠스코의 지도자가 된다. 
또 다른 건국 신화는 다음과 같다. 태양의 신, 인티는 깊은 호수 띠띠까까에서 망코 카팍 와 마마 오콜로를 창조한다. 그리고, 그들에게 새로운 도시를 건설 할 것을 명한다. 지하 동굴로 쿠스코까지 여행한 망코와 오콜로는 쿠스코에 그들의 첫 번째 왕국을 건설하게 된다.
이러한 신화는 구전으로만 전해지다가 스페인 식민주의자들이 들어와서야 기록으로 남겨졌다. 몇몇 학자들은 잉카 제국인들이 이러한 신화를 매듭문자(quipus)로 기록했을지도 모른다고 주장하고 있다. 하지만 이 매듭문자의 해독법은 스페인의 가혹한 식민통치기간 동안 모두 사라졌기에 현재는 해독할 수 없다. 

### 고고학
안데스 문명은 그 어원이 안데스산맥에서 나온 것이기 때문에 이 문화군이 발전하였던 지리적인 위치를 파악하는 데에 상대적으로 어려움이 적다. 안데스 문명은 약 BC 1000년경 현재 푸나라고 불리는 페루의 고원지대에서 싹트기 시작했다. 초기의 잉카족들은 유목민이었을 것으로 추정된다.
그들 거주지의 지리학적 위치는 잉카족들을 왜소하고, 땅달한 형태로 만들었다. 남자의 평균키는 약 1.57m였으며, 여자의 평균키는 1.45m였다. 또한, 그들의 폐활량은 다른 종족들 보다 3배이상 뛰어났다. 잉카족들은 다른 종족들보다 심장박동 속도가 느렸으며, 혈액도 2리터 이상 많았고, 핏속에서 산소를 나르는 헤모글로빈 수치 또한 다른 종족보다 두배이상 높았다.
고고학자들은 해발 5.300m 만큼 높은 알티플라노의 온대 지역에서 안데스 문명의 흔적을 발견했다. 잉카 족들의 신체 구조상 스페인 정복자들보다 키가 작았을지 모르지만, 그들은 분명 엄청난 고도에서도 잘 견딜 수는 신체 조건을 소유하고 있었다. 이 지역에 거주하던 이전 시대의 최고 지도자에 관한 이야기들이 전해오고 있기는 하지만 어디까지나 전설의 수준일 뿐 아무런 기록도 남아 있지 않기 때문에, 잉카 제국이 첫 번째 문명 같지만, 잉카는 분명 다른 문명의 산물이다. 그 이전에 발전했던 다양한 문화에서 이미 잉카문화에 견줄만한 혹은 그보다 더욱 우수하였던 많은 문화들을 발견할 수 있다. "잉카 황금 유물"이라고 통상적으로 불리는 것들이 실제로는 잉카 이전 시대에 만들어진 경우가 많다.
안데스 학자들은 잉카제국 이전에 띠띠까까 호 주변에서 약 500년간 종교 의식과 행정의 중심 도시로써 매우 번영했던 띠와나꾸 문명을 발견했다.
잉카 제국의 첫 번째 통치자는 망코 카팍이다. 망코 카팍 이후 7번째 왕조까지 각각의 통치 기간에 대한 구체적인 자료는 아직 발견되지 않았지만, 망코 카팍의 통치 기간을 1250년부터 1438년까지 약 188년 가량이라고 추측하고 있다. 잉카 제국은 중앙 고원인 쿠스코에서 기원하여, 연안쪽으로 세력을 확장해 나아갔다. 그들은 태양신을 섬겼다. 그들의 관료 조직은 11개의 왕족 계층에 속하는 관리자들로 구성되어 있다. 이 들은 꼬야 혹은 여왕과의 근친혼을 통해서 권력을 세습하였다. 잉카 제국이 번성할 수 있었던 이유는 고산지대의 기후 조건 때문이다. 고산 지대인 잉카 제국의 자원은 라마, 알파카, 그리고 비큐나로 제한되어 있었다.
잉카의 9번째 지도자, 파차쿠티 잉카 유팡키가 1445년 띠띠까까 지역을 정복했다. 파차쿠티 잉카 유팡키는 잉카의 문명과 정복 지역의 문화를 잘 융합하여 발전 시켰다. 치무 문명이 그의 좋은 예이다. 파차쿠티는 왕실의 인재들을 훈련시켰다. 그는 청동 전투 도끼, 끝은 돌 이나 청동으로 장식된 나무막대, 투석기, 창, 던지는 창, 활과 화살, 가죽으로 덮어씌운 나무 방패, 면이나 등나무류로 만든 헬멧, 그리고, 누빈 갑옷으로 군대를 중무장시켰다. 잉카 공직자들은 각각의 함락된 지역에 파견되었다. 함락된 지역 관리자의 아들을 인질로 잡아 쿠스코로 데려 감으로써 각 지역 관리자들에게 충성심을 요구할 수 있었다. 파차쿠티는 케추아어를 공식언어로 선포하였고, 함락된 지역의 종족들이 태양신을 섬기로 종용하였다. 생산력을 증대 시키기 위해, 그리고 관개와 계단식 농업의 속도를 올리기 위해서 함락국의 노동력을 이용하였으며, 농토를 비옥하게 하기 위해 페루 서해안의 섬에 있는 해조의 똥이 퇴적 경화하여 생긴 천연비료를 사용하기도 했다. 잉카 정부는 모든 사람들에게 태양신을 섬길 것을 강요하는 권위적이고 엄격한 정부였다.
그들은 신전과 요새, 그리고 북 키토(에콰도르)에서 중앙 칠레 딸까까지 이어지는 3,250 마일이나 되는 도로를 만들었다. 이 도로는 제국의 힘을 유지하는 데 요긴하게 쓰이기도 했지만, 후에 아이러니컬하게도 스페인 정복자들이 잉카 제국을 쉽게 정복하는 주요 원인이 되었다. 잉카 제국의 통치자와 그의 수행원들을 위해서 매 4.5마일 마다 도로를 수리하는 사람들이 있었고, 매 12마일 마다 휴게소 혹은 땀보라 불리는 객사가 있었다. 또한, 잉카 제국의 전령 챠스퀴스가 쉴 수 있도록 매 5마일 마다 작은 우체국이 있었다. 한 명의 챠스퀴스는 하루에 약 150마일을 달린 후에 교체된다. 구두전언은 결승 문자나 매듭문자로 보충되었다. 이는 고대 유럽에서 사용되던 탤리스틱과 비슷하다.
잉카 제국의 모든 사람은 살기 위해서 일을 하여야만 했고, 심지어 귀족들도 솔선수범 일을 하였다. 그러나, 고고학자들은 이것을 잉카 제국이 두 계층의 조직 구조로 이루어져 있음을 뒷받침하는 근거, 파까떼라고 주장한다. 일반 사람들이 법을 어겼을 때 받는 형벌은 관리들의 그것보다 덜 엄격했다. 이것은 잉카 제국을 유지하는 데 있어서 상위 계층의 중요성을 강조한 한 예이다.

## 쿠스코 왕조
쿠스코 왕조의 첫 번째 왕족은 망코 카팍이다. 잉카 사람들은 약 12세기 경, 쿠스코에 작은 도시를 세우며 잉카 문명의 싹을 피웠다. 1438년 경 사파 잉카(유일한 왕) 파차쿠티 잉카 유팡키는 꾸스꼬 주변 지역을 정복하기 시작했다. 파차쿠티이란 명칭은 그가 현재의 아푸리맥 지역에 살았던 창카 족을 정복한 후에 붙여졌다. 그와 그의 아들 투팍 유팡키는 안데스산맥(대략 현재의 페루와 에콰도르)의 상당 부분을 잉카 제국의 통치하에 복속 시켰다.

## 황제 호칭 및 관련
잉카제국의 군주는 사파 잉카(Sapa Inca, 케추아어로 '유일한 왕'이라는 뜻)라는 칭호로 불렸다. 이는 보통 '황제'로 번역된다. 5대까지는 제1왕조, 6대부터가 제2왕조이다. 제국으로써 성립된 시기는 9대(제2왕조 4대) 파차쿠티 황제의 때이다. 13대(제2왕조 8대) 아타우알파의 대에서 제국은 멸망하나 이후 잔존 세력이 남아 스페인에 저항을 계속했다. (14대부터)

## 역대 사파 잉카

### 제1왕조(쿠스코 왕국)
1. 망코 카팍 (Manqu Qhapaq, 재위 1200년경~1230년경)
2. 신치 로카 (Sinchi Ruq'a, 재위 1230년경~1260년경)
3. 로퀘 유팡키 (Lluq'i Yupanki, 재위 1260년경∼1290년경)
4. 마이타 카팍 (Mayta Qhapaq, 재위 1290년경∼1320년경)
5. 카팍 유팡키 (Qhapaq Yupanki, 재위 1320년경∼1350년경)

### 제2왕조(쿠스코 왕국)
1. 잉카 로카 (Inka Ruq'a, 재위 1350년경∼1380년경)
2. 야와르 우아칵 (Yawar Waqaq, 재위 1380년경∼1410년경)
3. 비라코차 잉카 (Viracocha Inca, 재위 1410년경∼1438년)

### 잉카 제국(1438년~1533년)
1. 파차쿠티 (Pacha Kutiq, 재위 1438년∼1471년)
2. 투팍 잉카 유팡키 (Tupaq Inka Yupanki, 재위 1471년∼1493년)
3. 우아이나 카팍 (Wayna Qhapaq, 재위 1493년∼1527년)
4. 우아스카르 (Waskhar, 재위 1527년∼1532년)
5. 아타우알파 (Atahualpa, 재위 1532년∼1533년)

### 잉카 제국(1533년~1571년)
1. 투팍 우알파 (Tupaq Wallpa, 재위 1533년)
2. 망코 잉카 유팡키 (Manqu Inka Yupanki, 재위 1533년∼1544년)
3. 사이리 투팍 (Sayri Tupaq, 재위 1545년∼1560년)
4. 티투 쿠시 유팡키 (Titu Kusi Yupanki, 재위 1560년∼1571년)
5. 투팍 아마루 (Tupaq Amaru, 재위 1571년∼1578년)

### 참고
참고로 위에서 자주 쓰인 단어의 의미는 아래와 같다.
- Qhapaq = 위대한, 대단한
- Tupaq = 고귀한
- Ruq'a = 관대한
- Wallpa = 행복한
- Yupanki = 회계사
- Inka = 왕
- Manqu = 기초

## 같이 보기
- 페루
- 안데스 문명
- 마야 문명
- 아즈텍 문명